# Wereldkampioenschap beachhandbal vrouwen 2016
Het wereldkampioenschap beachhandbal 2016 werd gehouden van 12 tot en met 17 juli 2016 in Boedapest, Hongarije. Het was de zevende keer dat het WK werd georganiseerd.
De wereldtitel ging naar Spanje, dat in de finale Brazilië versloeg. Noorwegen, dat in de troostfinale gastland Hongarije versloeg, maakte het podium compleet.

## Toernooi opzet
De twaalf deelnemende landen werden verdeeld over 2 groepen middels loting. De nummers 1, 2 en 3 van elke groep plaatsten zich voor de hoofdronde. De onderlinge resultaten uit de groepsfase werden daarbij meegenomen naar de hoofdronde. De nummers 4, 5 en 6 van iedere groep gingen door naar de troostronde en hier werden eveneens de onderlinge resultaten meegenomen.
In de troostronde speelde elk team nog 3 wedstrijden en daarna op basis van de eindstand nog 1 wedstrijd voor de plaatsen 7 tot en met 12.
In de hoofdronde speelde elk team nog 3 wedstrijden. De nummers 5 en 6 van de eindstand speelden daarna nog een wedstrijd om plaats 5. De nummers 1, 2, 3 en 4 plaatsten zich voor de halve finales.

## Loting
De loting vond plaats op 12 mei 2016. Het wedstrijdschema werd bekend gemaakt op 16 juni 2016.

### Pot indeling
| Pot 1              | Pot 2            | Pot 3        | Pot 4            | Pot 5             | Pot 6             |
| ------------------ | ---------------- | ------------ | ---------------- | ----------------- | ----------------- |
| Brazilië Hongarije | Noorwegen Italië | Spanje Polen | Uruguay Thailand | Taiwan Argentinië | Australië Tunesië |

## Scheidsrechters
De volgende 8 scheidsrechter-koppels werden geselecteerd voor dit kampioenschap:
| Vlag van Argentinië                   | Daniela Cajal / Lorena Mac Coll                |
| Vlag van Brazilië                     | Sydney Antonio Dos Santos / Wanderson Oliveira |
| Vlag van Griekenland                  | Mertinian / Syrepsios                          |
| Vlag van Hongarije                    | Dávid Palkovits / Gabor Szilvási               |
| Vlag van Qatar                        | Al-Heel / Al-Yazeedi                           |
| Vlag van Tunesië                      | Aymen Ben Salah / Mohamed Kamel Drissi         |
| /                                     | Kursad Erdogan / Agnieszka Skowronek           |
| Vlag van Verenigde Arabische Emiraten | Baqer / Bin Hasher                             |

## Eindrangschikking
| Rank   | Team       |
| ------ | ---------- |
| Goud   | Spanje     |
| Zilver | Brazilië   |
| Brons  | Noorwegen  |
| 4      | Hongarije  |
| 5      | Italië     |
| 6      | Taiwan     |
| 7      | Argentinië |
| 8      | Australië  |
| 9      | Thailand   |
| 10     | Polen      |
| 11     | Uruguay    |
| 12     | Tunesië    |

### Individuele prijzen
De prijzen werden bekend gemaakt op 17 juli 2016.
| Position        | Player                     |
| --------------- | -------------------------- |
| Doelvrouw       | Regina Gulbrandsen         |
| Rechtervleugel  | Raquel Caño                |
| Linkervleugel   | Nathalie Sena              |
| Specialist      | Renáta Csiki               |
| Pivot           | Renata Santiago            |
| Verdediger      | María García               |
| MVP             | Camila Souza               |
| Topscorer       | Fruzsina Kretz (99 punten) |
| Fair play award | Noorwegen                  |